# Пшиточна (гмина)
Пшиточна (пол. Przytoczna) — сельская гмина (волость) в Польше, входит как административная единица в Мендзыжечский повет, Любушское воеводство. Население — 5702 человека (на 2004 год).

## Сельские округа
1. Хелмско
2. Дембувко
3. Гай
4. Поремба
5. Горай
6. Красне-Длуско
7. Кробелево
8. Любиково
9. Нова-Неджвица
10. Рокитно
11. Стрыхы
12. Стрышево
13. Твердзелево
14. Вежбно

## Соседние гмины
1. Гмина Бледзев
2. Гмина Мендзыхуд
3. Гмина Мендзыжеч
4. Гмина Пщев
5. Гмина Сквежина